# Bagan Punak Pesisir
Bagan Punak Pesisir is een bestuurslaag in het regentschap Rokan Hilir van de provincie Riau, Indonesië. Bagan Punak Pesisir telt 3191 inwoners (volkstelling 2010).